# 2011年羅傑·費德勒網球賽季
羅傑·費德勒年終排名為世界第三，费德勒本年度共拿下4座ATP單打冠軍，一座ATP世界巡回赛总决赛冠军，一座1000赛（巴黎大师赛）冠军，一座500赛（大卫杜夫巴塞尔室内赛）冠军和一座250賽冠軍（杜哈）。

## 年度詳述
1月，費德勒參加卡塔尔埃克森美孚公开赛，第一輪對手是荷蘭年輕球員托馬斯·庫雷爾，以7–63、6–3直落二盤獲勝，其中在第二盤未再次胯下擊球得分，第二輪的對手是童年好友馬爾科·丘迪內利，以7–65、7–5直落二盤獲勝，八強的對手是塞爾維亞球員維克托·特羅伊茨基，以6–2、6–2直落二盤強勢獲勝，四強的對手是法國球員若-威爾弗裡德·特松加，以6–3、7–62直落二盤獲勝，決賽的對手是上屆冠軍的俄羅斯球員尼古萊·達維登科，以6–3、6–4直落二盤獲勝，拿下此地第3個冠軍，同時奪得本季第1個冠軍和生涯第67個冠軍。
澳洲公開賽，費德勒以第二種子的身份進行衛冕，第一輪的對手是斯洛伐克球員盧卡斯·拉科，以6–1、6–1、6–3直落三盤獲勝，第二輪的對手是西蒙，他快速拿下前二盤，對手卻追回兩盤，第五盤成功破發，以6–2、6–3、4–6, 4–6、6–3獲勝，第三輪的對手是克薩維埃·馬利斯，以6–3、6–3、6–1直落三盤獲勝，第四輪的對手是托米·羅布雷多，他失掉一盤，以6–3、3–6、6–3、6–2獲勝，費德勒在澳網的勝場數，超越已退役瑞典球員，也追平已退役美國球員，連續27次進入大滿貫八強的紀錄。八強賽中，以6–1、6–3、6–3擊敗同胞球員斯坦尼斯拉斯·瓦夫林卡，半決賽的對手將是諾瓦克·喬科維奇，遭到對方以62–7、5–7、4–6直落三盤遭到淘汰，宣告衛冕失敗，此外他已連續四場大滿貫賽事未能進入決賽。
杜拜網球錦標賽，2008年之後重回此地參賽，第一輪的對手是山德夫·狄瓦曼，以6–3、6–3直落二盤獲勝，第二輪的對手是馬塞爾·格拉諾勒斯，以6–3、6–4直落二盤獲勝，八強的對手是謝爾蓋·斯坦高夫斯基，以6–3、6–4直落二盤獲勝，四強的對手是里夏爾·加斯凱，以6–2、7–5直落二盤獲勝，決賽的對手是諾瓦克·喬科維奇，遭到對方以6–3、6–3直落二盤遭到淘汰。
印第安維爾斯大師賽，首輪輪空。第二輪的對手是伊戈爾·安德烈耶夫，以7–5、7–64直落二盤獲勝。第三輪的對手是胡安·伊格納西奧·切拉，以6–0、6–2直落二盤獲勝。第四輪的對手是胡安·伊格納西奧·切拉，以6–0、6–2直落二盤獲勝。八強的對手是斯坦尼斯拉斯·瓦夫林卡，以6–3、6–4直落二盤獲勝。四強的對手是諾瓦克·喬科維奇，以3–6、6–3、2–6落敗。同月他的世界排名跌至第三。
邁阿密大師賽，四強遭拿度以4-6，3-6兩盤淘汰出局。

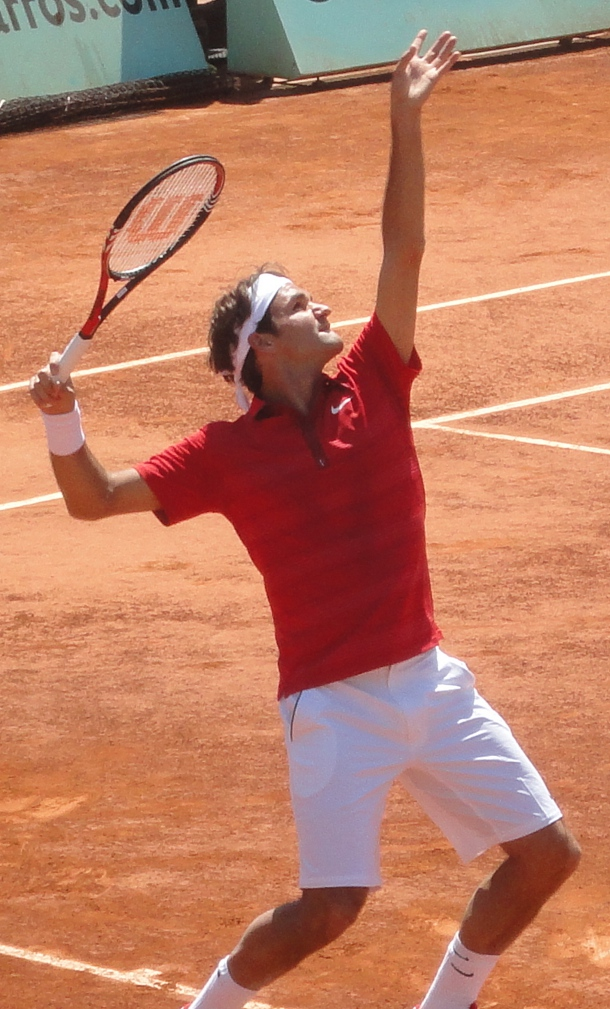
費達拿在2011年法網

進入泥地賽季，在蒙地卡羅大師賽、馬德里大師賽、羅馬大師賽，分別在八強、四強及第三圈出局。2011年法國網球公開賽，四強擊敗祖高域，結束交手三連敗之餘，更重要的是打破對方開季41場不敗戰績，而後者亦無緣追平約翰·麥根萊在1984年創下的42場不敗紀錄，同時亦令祖高域升上世界第一的日期推遲﹔不過他在決賽以盤數1-3再次敗給拿度。
草地賽季，費達拿於哈雷站賽前宣佈退出，直接參與2011年溫布頓網球公開賽，八強對法國球手若-威爾弗里德·特松加，費達拿開局手風頗順，以6-3和7-63連下兩城，四強在望，誰知特松加在第三盤開始上力，以6-4扳回一盤，而第四和第五盤，費達拿被對手的發球上網戰術克制，最終再輸兩盤4-6，被對手逆轉，連續兩年無緣四強。舊仇未報添新傷，接下的北美硬地賽季首項賽事加拿大大師賽，費達拿在第三圈以盤數1-2再次敗予特松加。
辛辛那堤大師賽，八強以兩盤敗予托馬什·貝爾迪赫。
最後一項大滿貫美國網球公開賽，八強直落三盤擊敗特松加，中止對賽兩連敗，晉身四強對祖高域，首兩盤費達拿分別贏7-67，6-4，不料祖高域及後連追兩盤6-3和6-2，最後一盤手握兩個盤未點的費達拿，竟和上屆一樣白白浪費更最終倒輸5-7，重蹈今年溫布頓領先兩盤下被對手逆轉的覆轍。
其後的上海大師賽，費達拿於賽前宣佈退出，令他的世界排名跌至第四位，不過，稍後舉行的巴塞爾室內賽，費達拿晉身決賽並擊敗日本球手錦織圭奪冠，打破長達十個月的錦標荒﹔緊接的巴黎大師賽，費達拿更以不失一盤的姿態兼職業生涯首次奪冠，他亦成為公開賽年代以來首位在全部大師賽均能晉身決賽的球員。
今年費達拿九年來首次在大滿貫賽事四大皆空，不過在年終賽則以全勝姿態稱王，先後擊敗特松加、拿度、費拿等悍將，決賽以盤數2-1擊敗在今年溫布頓曾擊敗自己的特松加，在球星基斯坦奴·朗拿度、蘭尼、加里夫·巴利、艾沙雲和斯摩寧和一眾皇室成員見證下，第六次奪得年終賽冠軍，令他超越森柏斯和蘭度，成為公開賽年代奪得年終賽冠軍最多的球手﹔同時他的職業生涯勝仗以807場超越艾特堡的806場，進佔史上第六位﹔並錄得賽季未17連勝，世界排名則以第三位作結。

## 所有賽事
指引：
| W | F | SF | QF | #R | RR | LQ (Q#) | A | P | Z# | PO | SF-B | F-S | G | NMS | NH | NQ |

W：冠軍；F：亞軍；SF：四強；QF：八強；#R：前四輪；RR：小組賽；LQ：止步資格賽；A：缺席；P：比赛延期；Z#：戴维斯杯/联合会杯组别赛（#表示级别）；PO：參與戴維斯盃/联合会杯附加赛；SF-B：奧運會銅牌；F-S：奧運會銀牌；G：奧運會金牌；NMS：非ATP1000大師賽系列；NH：該賽事本年度未舉行；NQ：未入圍。

### 單打賽事
| 賽事                                                                                                 | 賽數 | 輪數   | 對手及其排名               | 結果  | 比分                           |      |
| 卡達公開賽 卡塔爾, 多哈 ATP世界巡迴賽250賽 室外硬地 2011年1月3日                                     | 918  | 首圈   | 托馬斯·舒賀利爾 / #168     | 勝    | 7–6(7–3), 6–3                  |      |
| 卡達公開賽 卡塔爾, 多哈 ATP世界巡迴賽250賽 室外硬地 2011年1月3日                                     | 919  | 第二圈 | 馬爾科·丘迪內利 / #117     | 勝    | 7–6(7–5), 7–5                  |      |
| 卡達公開賽 卡塔爾, 多哈 ATP世界巡迴賽250賽 室外硬地 2011年1月3日                                     | 920  | 八強   | 維克托·特羅伊茨基 / #28    | 勝    | 6–2, 6–2                       |      |
| 卡達公開賽 卡塔爾, 多哈 ATP世界巡迴賽250賽 室外硬地 2011年1月3日                                     | 921  | 四強   | 若-威尔弗里德·特松加 / #13 | 勝    | 6–3, 7–6(7–2)                  |      |
| 卡達公開賽 卡塔爾, 多哈 ATP世界巡迴賽250賽 室外硬地 2011年1月3日                                     | 922  | 決賽   | 尼古萊·迪維丹高 / #22      | 勝(1) | 6–3, 6–4                       |      |
| 澳洲網球公開賽 澳洲, 墨爾本 大滿貫 室外硬地 2011年1月16日                                            | 923  | 首圈   | 盧卡斯·拉科 / #97          | 勝    | 6–1, 6–1, 6–3                  |      |
| 澳洲網球公開賽 澳洲, 墨爾本 大滿貫 室外硬地 2011年1月16日                                            | 924  | 第二圈 | 吉爾·西蒙 / #34            | 勝    | 6–2, 6–3, 4–6, 4–6, 6–3        |      |
| 澳洲網球公開賽 澳洲, 墨爾本 大滿貫 室外硬地 2011年1月16日                                            | 925  | 第三圈 | 克薩維埃·馬利斯 / #45      | 勝    | 6–3, 6–3, 6–1                  |      |
| 澳洲網球公開賽 澳洲, 墨爾本 大滿貫 室外硬地 2011年1月16日                                            | 926  | 第四圈 | 托米·羅布雷多 / #52        | 勝    | 6–3, 3–6, 6–3, 6–2             |      |
| 澳洲網球公開賽 澳洲, 墨爾本 大滿貫 室外硬地 2011年1月16日                                            | 927  | 八強   | 斯坦·瓦夫林卡 / #19        | 勝    | 6–1, 6–3, 6–3                  |      |
| 澳洲網球公開賽 澳洲, 墨爾本 大滿貫 室外硬地 2011年1月16日                                            | 928  | 四強   | 諾華克·祖高域 / #3         | 負    | 6–7(3–7), 5–7, 4–6             |      |
| 杜拜網球錦標賽 阿聯酋, 杜拜 ATP世界巡迴賽500賽 室外硬地 2011年2月21日                                | 929  | 首圈   | 山德夫·狄瓦曼 / #79        | 勝    | 6–3, 6–3                       |      |
| 杜拜網球錦標賽 阿聯酋, 杜拜 ATP世界巡迴賽500賽 室外硬地 2011年2月21日                                | 930  | 第二圈 | 馬塞爾·格拉諾勒斯 / #53    | 勝    | 6–3, 6–4                       |      |
| 杜拜網球錦標賽 阿聯酋, 杜拜 ATP世界巡迴賽500賽 室外硬地 2011年2月21日                                | 931  | 八強   | 謝爾蓋·斯坦高夫斯基 / #43  | 勝    | 6–3, 6–4                       |      |
| 杜拜網球錦標賽 阿聯酋, 杜拜 ATP世界巡迴賽500賽 室外硬地 2011年2月21日                                | 932  | 四強   | 里夏爾·加斯凱 / #28        | 勝    | 6–2, 7–5                       |      |
| 杜拜網球錦標賽 阿聯酋, 杜拜 ATP世界巡迴賽500賽 室外硬地 2011年2月21日                                | 933  | 決賽   | 諾華克·祖高域 / #3         | 負    | 3–6, 3–6                       |      |
| 印第安維爾斯大師賽 美國, 印第安維爾斯 ATP世界巡迴賽1000大師賽 室外硬地 2011年3月8日                  | –    | 首圈   | 輪空                       | 輪空  | 輪空                           | 輪空 |
| 印第安維爾斯大師賽 美國, 印第安維爾斯 ATP世界巡迴賽1000大師賽 室外硬地 2011年3月8日                  | 934  | 第二圈 | 伊戈爾·安德烈耶夫 / #96    | 勝    | 7–5, 7–6(7–4)                  |      |
| 印第安維爾斯大師賽 美國, 印第安維爾斯 ATP世界巡迴賽1000大師賽 室外硬地 2011年3月8日                  | 935  | 第三圈 | 胡安·伊格納西奧·切拉 / #32 | 勝    | 6–0, 6–2                       |      |
| 印第安維爾斯大師賽 美國, 印第安維爾斯 ATP世界巡迴賽1000大師賽 室外硬地 2011年3月8日                  | 936  | 第四圈 | 瑞恩·哈里森 / #152         | 勝    | 7–6(7–4), 6–3                  |      |
| 印第安維爾斯大師賽 美國, 印第安維爾斯 ATP世界巡迴賽1000大師賽 室外硬地 2011年3月8日                  | 937  | 八強   | 斯坦·瓦夫林卡 / #14        | 勝    | 6–3, 6–4                       |      |
| 印第安維爾斯大師賽 美國, 印第安維爾斯 ATP世界巡迴賽1000大師賽 室外硬地 2011年3月8日                  | 938  | 四強   | 諾華克·祖高域 / #3         | 負    | 3–6, 6–3, 2–6                  |      |
| 邁阿密大師賽 美國, 邁阿密 ATP世界巡迴賽1000大師賽 室外硬地 2011年3月23日                             | –    | 首圈   | 輪空                       | 輪空  | 輪空                           | 輪空 |
| 邁阿密大師賽 美國, 邁阿密 ATP世界巡迴賽1000大師賽 室外硬地 2011年3月23日                             | 940  | 第二圈 | 拉德克·斯泰潘內克 / #68    | 勝    | 6–3, 6–3                       |      |
| 邁阿密大師賽 美國, 邁阿密 ATP世界巡迴賽1000大師賽 室外硬地 2011年3月23日                             | 940  | 第三圈 | 胡安·摩納哥 / #35          | 勝    | 7–6(7–4), 6–4                  |      |
| 邁阿密大師賽 美國, 邁阿密 ATP世界巡迴賽1000大師賽 室外硬地 2011年3月23日                             | 941  | 第四圈 | 奧利維埃·羅庫斯 / #89      | 勝    | 6–3, 6–1                       |      |
| 邁阿密大師賽 美國, 邁阿密 ATP世界巡迴賽1000大師賽 室外硬地 2011年3月23日                             | 942  | 八強   | 吉爾·西蒙 / #25            | 勝    | 3–0, 對手退出                  |      |
| 邁阿密大師賽 美國, 邁阿密 ATP世界巡迴賽1000大師賽 室外硬地 2011年3月23日                             | 943  | 四強   | 拉斐·拿度 / #1             | 負    | 3–6, 2–6                       |      |
| 蒙地卡羅大師賽 摩納哥,蒙地卡羅 ATP世界巡迴賽1000大師賽 室外泥地 2011年4月10日                        | –    | 首圈   | 輪空                       | 輪空  | 輪空                           | 輪空 |
| 蒙地卡羅大師賽 摩納哥,蒙地卡羅 ATP世界巡迴賽1000大師賽 室外泥地 2011年4月10日                        | 944  | 第二圈 | 菲利普·科爾施賴伯 / #32    | 勝    | 6–2, 6–1                       |      |
| 蒙地卡羅大師賽 摩納哥,蒙地卡羅 ATP世界巡迴賽1000大師賽 室外泥地 2011年4月10日                        | 945  | 第三圈 | 馬林·契利奇 / #22          | 勝    | 6–4, 6–3                       |      |
| 蒙地卡羅大師賽 摩納哥,蒙地卡羅 ATP世界巡迴賽1000大師賽 室外泥地 2011年4月10日                        | 946  | 八強   | 于爾根·梅爾策 / #9         | 負    | 4–6, 4–6                       |      |
| 馬德里大師賽 西班牙, 馬德里 ATP世界巡迴賽1000大師賽 室外泥地 2011年5月1日                            | –    | 首圈   | 輪空                       | 輪空  | 輪空                           | 輪空 |
| 馬德里大師賽 西班牙, 馬德里 ATP世界巡迴賽1000大師賽 室外泥地 2011年5月1日                            | 947  | 第二圈 | 費利西亞諾·洛佩斯 / #39    | 勝    | 7–6(15–13), 6–7(1–7), 7–6(9–7) |      |
| 馬德里大師賽 西班牙, 馬德里 ATP世界巡迴賽1000大師賽 室外泥地 2011年5月1日                            | 948  | 第三圈 | 克薩維埃·馬利斯 / #49      | 勝    | 6–4, 6–3                       |      |
| 馬德里大師賽 西班牙, 馬德里 ATP世界巡迴賽1000大師賽 室外泥地 2011年5月1日                            | 949  | 八強   | 羅賓·索德靈 / #5           | 勝    | 7–6(7–2), 6–4                  |      |
| 馬德里大師賽 西班牙, 馬德里 ATP世界巡迴賽1000大師賽 室外泥地 2011年5月1日                            | 950  | 四強   | 拉斐·拿度 / #1             | 負    | 7–5, 1–6, 3–6                  |      |
| 羅馬大師賽 意大利, 羅馬 ATP世界巡迴賽1000大師賽 室外泥地 2011年5月8日                                | –    | 首圈   | 輪空                       | 輪空  | 輪空                           | 輪空 |
| 羅馬大師賽 意大利, 羅馬 ATP世界巡迴賽1000大師賽 室外泥地 2011年5月8日                                | 951  | 第二圈 | 若-威尔弗里德·特松加 / #18 | 勝    | 6–4, 6–2                       |      |
| 羅馬大師賽 意大利, 羅馬 ATP世界巡迴賽1000大師賽 室外泥地 2011年5月8日                                | 952  | 第三圈 | 里夏爾·加斯凱 / #16        | 負    | 6–4, 6–7(2–7), 6–7(4–7)        |      |
| 法國網球公開賽 法國, 巴黎 大滿貫 室外泥地 2011年5月17日                                              | 953  | 首圈   | 費利西亞諾·洛佩斯 / #41    | 勝    | 6–3, 6–4, 7–6(7–3)             |      |
| 法國網球公開賽 法國, 巴黎 大滿貫 室外泥地 2011年5月17日                                              | 954  | 第二圈 | 馬克西姆·塔克薛拉 / #181   | 勝    | 6–3, 6–0, 6–2                  |      |
| 法國網球公開賽 法國, 巴黎 大滿貫 室外泥地 2011年5月17日                                              | 955  | 第三圈 | 揚科·蒂普薩雷維奇 / #32    | 勝    | 6–1, 6–4, 6–3                  |      |
| 法國網球公開賽 法國, 巴黎 大滿貫 室外泥地 2011年5月17日                                              | 956  | 第四圈 | 斯坦·瓦夫林卡 / #14        | 勝    | 6–3, 6–2, 7–5                  |      |
| 法國網球公開賽 法國, 巴黎 大滿貫 室外泥地 2011年5月17日                                              | 957  | 八強   | 加埃爾·蒙菲爾斯 / #9       | 勝    | 6–4, 6–3, 7–6(7–3)             |      |
| 法國網球公開賽 法國, 巴黎 大滿貫 室外泥地 2011年5月17日                                              | 958  | 四強   | 諾華克·祖高域 / #2         | 勝    | 7–6(7–5), 6–3, 3–6, 7–6(7–5)   |      |
| 法國網球公開賽 法國, 巴黎 大滿貫 室外泥地 2011年5月17日                                              | 959  | 決賽   | 拉斐爾·拿度 / #1           | 負    | 5–7, 6–7(3–7), 7–5, 1–6        |      |
| 溫布頓網球錦標賽 英國, 倫敦 大滿貫 室外草地 2011年6月20日                                            | 960  | 首圈   | 米哈伊爾·庫庫什金 / #61    | 勝    | 7–6(7–4), 6–4, 6–2             |      |
| 溫布頓網球錦標賽 英國, 倫敦 大滿貫 室外草地 2011年6月20日                                            | 961  | 第二圈 | 阿德里安·曼納里諾 / #55    | 勝    | 6–2, 6–3, 6–2                  |      |
| 溫布頓網球錦標賽 英國, 倫敦 大滿貫 室外草地 2011年6月20日                                            | 962  | 第三圈 | 大卫·纳尔班迪安 / #23      | 勝    | 6–4, 6–2, 6–4                  |      |
| 溫布頓網球錦標賽 英國, 倫敦 大滿貫 室外草地 2011年6月20日                                            | 963  | 第四圈 | 米哈伊爾·尤日尼 / #17      | 勝    | 6–7(5–7), 6–3, 6–3, 6–3        |      |
| 溫布頓網球錦標賽 英國, 倫敦 大滿貫 室外草地 2011年6月20日                                            | 964  | 八強   | 若-威尔弗里德·特松加 / #19 | 負    | 6–3, 7–6(7–3), 4–6, 4–6, 4–6   |      |
| 台維斯盃歐非組分組賽 I 組第二圈﹕ · 瑞士 對 葡萄牙 · 瑞士, 伯恩 · 台維斯盃 · 室內硬地 · 2011年7月8日 | 965  | 小組賽 | 魯伊·馬查多 / #93          | 勝    | 5–7, 6–3, 6–4, 6–2             |      |
| 加拿大大師賽 加拿大, 蒙特利爾 ATP世界巡迴賽1000大師賽 室外硬地 2011年8月8日                          | –    | 首圈   | 輪空                       | 輪空  | 輪空                           | 輪空 |
| 加拿大大師賽 加拿大, 蒙特利爾 ATP世界巡迴賽1000大師賽 室外硬地 2011年8月8日                          | 966  | 第二圈 | 華塞克·波斯比希爾 / #155   | 勝    | 7–5, 6–3                       |      |
| 加拿大大師賽 加拿大, 蒙特利爾 ATP世界巡迴賽1000大師賽 室外硬地 2011年8月8日                          | 967  | 第三圈 | 若-威尔弗里德·特松加 / #16 | 負    | 6–7(3–7), 6–4, 1–6             |      |
| 辛辛那堤大師賽 美國, 辛辛那堤 ATP世界巡迴賽1000大師賽 室外硬地 2011年8月15日                         | –    | 首圈   | 輪空                       | 輪空  | 輪空                           | 輪空 |
| 辛辛那堤大師賽 美國, 辛辛那堤 ATP世界巡迴賽1000大師賽 室外硬地 2011年8月15日                         | 968  | 第二圈 | 胡安·馬丁·德爾波特羅 / #19 | 勝    | 6–3, 7–5                       |      |
| 辛辛那堤大師賽 美國, 辛辛那堤 ATP世界巡迴賽1000大師賽 室外硬地 2011年8月15日                         | 969  | 第三圈 | 詹姆斯·布雷克 / #84        | 勝    | 6–4, 6–1                       |      |
| 辛辛那堤大師賽 美國, 辛辛那堤 ATP世界巡迴賽1000大師賽 室外硬地 2011年8月15日                         | 970  | 八強   | 托馬什·貝爾迪赫 / #9       | 負    | 2–6, 6–7(3–7)                  |      |
| 美國網球公開賽 美國, 紐約 大滿貫 室外硬地 2011年8月29日                                              | 971  | 首圈   | 聖地亞哥·希拉爾多 / #54    | 勝    | 6–4, 6–3, 6–2                  |      |
| 美國網球公開賽 美國, 紐約 大滿貫 室外硬地 2011年8月29日                                              | 972  | 第二圈 | 杜迪·塞拉 / #93            | 勝    | 6–3, 6–2, 6–2                  |      |
| 美國網球公開賽 美國, 紐約 大滿貫 室外硬地 2011年8月29日                                              | 973  | 第三圈 | 馬林·契利奇 / #28          | 勝    | 6–3, 4–6, 6–4, 6–2             |      |
| 美國網球公開賽 美國, 紐約 大滿貫 室外硬地 2011年8月29日                                              | 974  | 第四圈 | 胡安·摩納哥 / #36          | 勝    | 6–1, 6–2, 6–0                  |      |
| 美國網球公開賽 美國, 紐約 大滿貫 室外硬地 2011年8月29日                                              | 975  | 八強   | 若-威尔弗里德·特松加 / #11 | 勝    | 6–4, 6–3, 6–3                  |      |
| 美國網球公開賽 美國, 紐約 大滿貫 室外硬地 2011年8月29日                                              | 976  | 四強   | 諾瓦克·喬科維奇 / #1       | 負    | 7–6(9–7), 6–4, 3–6, 2–6, 5–7   |      |
| 台維斯盃世界組附加賽﹕ · 瑞士 對 · 澳洲, 悉尼 · 台維斯盃 · 室外草地 · 2011年9月16日                  | 977  | 小組賽 | 莱顿·休伊特 / #199         | 勝    | 5–7, 7–6(7–5), 6–2, 6–3        |      |
| 台維斯盃世界組附加賽﹕ · 瑞士 對 · 澳洲, 悉尼 · 台維斯盃 · 室外草地 · 2011年9月16日                  | 978  | 小組賽 | 伯納德·托米奇 / #59        | 勝    | 6–2, 7–5, 3–6, 6–3             |      |
| 大衛杜夫瑞士室內賽 瑞士, 巴塞爾 ATP世界巡迴賽500賽 室內硬地 2011年10月30日                           | 979  | 首圈   | 波蒂托·斯塔拉切 / # 54     | 勝    | 7–6(7–3), 6–4                  |      |
| 大衛杜夫瑞士室內賽 瑞士, 巴塞爾 ATP世界巡迴賽500賽 室內硬地 2011年10月30日                           | 980  | 第二圈 | 亞爾科·涅米寧 / #66        | 勝    | 6–1, 4–6, 6–3                  |      |
| 大衛杜夫瑞士室內賽 瑞士, 巴塞爾 ATP世界巡迴賽500賽 室內硬地 2011年10月30日                           | 981  | 八強   | 安迪·罗迪克 / #15          | 勝    | 6–3, 6–2                       |      |
| 大衛杜夫瑞士室內賽 瑞士, 巴塞爾 ATP世界巡迴賽500賽 室內硬地 2011年10月30日                           | 982  | 四強   | 斯坦·瓦夫林卡 / #19        | 勝    | 7–6(7–5), 6–2                  |      |
| 大衛杜夫瑞士室內賽 瑞士, 巴塞爾 ATP世界巡迴賽500賽 室內硬地 2011年10月30日                           | 983  | 決賽   | 錦織圭 / #32               | 勝(2) | 6–1, 6–3                       |      |
| 巴黎大師賽 法國, 巴黎 ATP世界巡迴賽1000大師賽 室內硬地 2011年11月7日                                 | –    | 首圈   | 輪空                       | 輪空  | 輪空                           | 輪空 |
| 巴黎大師賽 法國, 巴黎 ATP世界巡迴賽1000大師賽 室內硬地 2011年11月7日                                 | 984  | 第二圈 | 阿德里安·曼納里諾 / #85    | 勝    | 6–2, 6–3                       |      |
| 巴黎大師賽 法國, 巴黎 ATP世界巡迴賽1000大師賽 室內硬地 2011年11月7日                                 | 985  | 第三圈 | 里夏爾·加斯凱 / #16        | 勝    | 6–2, 6–4                       |      |
| 巴黎大師賽 法國, 巴黎 ATP世界巡迴賽1000大師賽 室內硬地 2011年11月7日                                 | 986  | 八強   | 胡安·摩納哥 / #34          | 勝    | 6–3, 7–5                       |      |
| 巴黎大師賽 法國, 巴黎 ATP世界巡迴賽1000大師賽 室內硬地 2011年11月7日                                 | 987  | 四強   | 托馬什·貝爾迪赫 / #7       | 勝    | 6–4, 6–3                       |      |
| 巴黎大師賽 法國, 巴黎 ATP世界巡迴賽1000大師賽 室內硬地 2011年11月7日                                 | 988  | 決賽   | 若-威尔弗里德·特松加 / #8  | 勝(3) | 6–1, 7–6(7–3)                  |      |
| ATP世界巡迴賽總決賽 英國, 倫敦 ATP世界巡迴賽總決賽 室內硬地 2011年11月20日                           | 989  | 小組賽 | 若-威尔弗里德·特松加 / #6  | 勝    | 6–2, 2–6, 6–4                  |      |
| ATP世界巡迴賽總決賽 英國, 倫敦 ATP世界巡迴賽總決賽 室內硬地 2011年11月20日                           | 990  | 小組賽 | 拉斐爾·拿度 / #2           | 勝    | 6–3, 6–0                       |      |
| ATP世界巡迴賽總決賽 英國, 倫敦 ATP世界巡迴賽總決賽 室內硬地 2011年11月20日                           | 991  | 小組賽 | 马尔迪·菲什 / #8           | 勝    | 6–1, 3–6, 6–3                  |      |
| ATP世界巡迴賽總決賽 英國, 倫敦 ATP世界巡迴賽總決賽 室內硬地 2011年11月20日                           | 992  | 四強   | 大卫·费雷尔 / #5           | 勝    | 7–5, 6–3                       |      |
| ATP世界巡迴賽總決賽 英國, 倫敦 ATP世界巡迴賽總決賽 室內硬地 2011年11月20日                           | 993  | 決賽   | 若-威尔弗里德·特松加 / #6  | 勝(4) | 6–3, 6–7(6–8), 6–3             |      |

### 雙打
| 賽事                                                                                                 | 賽數 | 圈數   | 拍檔        | 對手及其排名                                        | 結果 | 比分                    |
| 印第安維爾斯大師賽 美國, 印第安維爾斯 1000賽 室外硬地 2011年3月8日                                   | 190  | 第一圈 | 斯坦·瓦林卡 | 丹尼爾·內斯特 / #3 馬克斯·米爾內 / #6               | 勝   | 6–1, 6–2                |
| 印第安維爾斯大師賽 美國, 印第安維爾斯 1000賽 室外硬地 2011年3月8日                                   | 191  | 第二圈 | 斯坦·瓦林卡 | 儒利安·貝內托 / #39 里夏爾·加斯凱 / #368            | 勝   | 6–3, 4–6, [12–10]       |
| 印第安維爾斯大師賽 美國, 印第安維爾斯 1000賽 室外硬地 2011年3月8日                                   | 192  | 八強   | 斯坦·瓦林卡 | 马克·诺尔斯 / #27 米歇爾·梅提納克 / #25             | 勝   | 6–1, 7–5                |
| 印第安維爾斯大師賽 美國, 印第安維爾斯 1000賽 室外硬地 2011年3月8日                                   | 193  | 四強   | 斯坦·瓦林卡 | 馬克·洛佩斯 / #14 拉斐爾·拿度 / #58                 | 勝   | 7–5, 6–3                |
| 印第安維爾斯大師賽 美國, 印第安維爾斯 1000賽 室外硬地 2011年3月8日                                   | 194  | 決賽   | 斯坦·瓦林卡 | 亞歷山大·多爾戈波洛夫 / #191 克薩維埃·馬利斯 / #213 | 負   | 4–6, 7–6(7–5), [7–10]   |
| 台維斯盃歐非組分組賽 I 組第二圈﹕ · 瑞士 對 葡萄牙 · 瑞士, 伯恩 · 台維斯盃 · 室內硬地 · 2011年7月8日 | 195  | 小組賽 | 斯坦·瓦林卡 | 費德歷高·基奧 / #207 萊昂納多·泰瓦里斯 / #162       | 勝   | 6–3, 6–4, 6–4           |
| 台維斯盃世界組附加賽﹕ · 瑞士 對 · 澳洲, 悉尼 · 台維斯盃 · 室外草地 · 2011年9月16日                  | 196  | 小組賽 | 斯坦·瓦林卡 | 萊頓·休伊特 / #513 克里斯·古奇奧內 / #141           | 負   | 6–2, 4–6, 2–6, 6–7(5–7) |

## 2011年賽程表

### 單打
| 日期                  | 賽事                                               | 地點         | 分類         | 場地         | 上季結果     | 上季積分 | 新積分 | 結果                                  |
| 2010.12.30–2011.01.01 | 世界網球錦標賽                                     | 阿布達比     | 熱身賽       | 硬地         | 四強         | -        | -      | 亞軍（負於納達爾）                    |
| 2011.01.03–2011.01.08 | 卡達公開賽                                         | 多哈         | 250賽        | 硬地         | 四強         | 90       | 250    | 冠軍（勝於達維登科）                  |
| 2011.01.17–2011.01.30 | 澳洲公開賽                                         | 墨爾本       | 大滿貫       | 硬地         | 冠軍         | 2000     | 720    | 四強（負於喬科維奇）                  |
| 2011.02.21–2011.02.27 | 杜拜錦標賽                                         | 杜拜         | 500賽        | 硬地         | 缺席         | -        | 300    | 亞軍（負於喬科維奇）                  |
| 2011.03.07–2011.03.20 | 印第安維爾斯大師賽                                 | 印第安維爾斯 | 1000賽       | 硬地         | 第三輪       | 45       | 360    | 四強（負於喬科維奇）                  |
| 2011.03.21–2011.04.03 | 邁阿密大師賽                                       | 邁阿密       | 1000賽       | 硬地         | 第四輪       | 90       | 360    | 四強（負於納達爾）                    |
| 2011.04.10–2011.04.17 | 蒙地卡羅大師賽                                     | 蒙地卡羅     | 1000賽       | 紅土         | 缺席         | -        | 180    | 八強（負於于爾根·梅爾澤）             |
| 2011.05.02–2011.05.08 | 馬德里大師賽                                       | 馬德里       | 1000賽       | 紅土         | 亞軍         | 600      | 360    | 四強（負於納達爾）                    |
| 2011.05.09–2011.05.15 | 羅馬大師賽                                         | 羅馬         | 1000賽       | 紅土         | 第二輪       | 10       | 90     | 第三輪（負於加斯凯）                  |
| 2011.05.23–2011.06.05 | 法國公開賽                                         | 巴黎         | 大滿貫       | 紅土         | 八強         | 360      | 1200   | 亞軍（負於納達爾）                    |
| 2011.06.06–2011.06.12 | 哈雷公開賽                                         | 哈雷         | 250賽        | 草地         | 亞軍         | 150      | 0      | 缺席                                  |
| 2011.06.20–2011.07.03 | 溫布頓錦標賽                                       | 溫布頓       | 大滿貫       | 草地         | 八強         | 360      | 360    | 八強（負於若-威爾弗里德·特松加）      |
| 2011.07.08–2011.07.10 | 台維斯盃歐非組分組賽 I 組第二圈﹕ · 瑞士 對 葡萄牙 | 伯恩         | 台維斯盃     | 室內硬地     | -            | -        | -      | 瑞士 擊敗 葡萄牙 5–0 · 瑞士晉級附加賽 |
| 2011.08.08–2011.08.14 | 加拿大大師賽                                       | 蒙特婁       | 1000賽       | 硬地         | 亞軍         | 600      | 90     | 第三輪（負於若-威爾弗里德·特松加）    |
| 2011.08.15–2011.08.21 | 辛辛那提大師賽                                     | 辛辛那提     | 1000賽       | 硬地         | 冠軍         | 1000     | 180    | 八強（負於托馬什·貝爾迪赫）           |
| 2011.08.29–2011.09.11 | 美國公開賽                                         | 紐約         | 大滿貫       | 硬地         | 四強         | 720      | 720    | 四强（負於喬科維奇）                  |
| 2011.09.16–2011.09.18 | 台維斯盃世界組附加賽﹕ · 瑞士 對                   | 悉尼         | 台維斯盃     | 草地         | 缺席         | -        | 15     | 瑞士 擊敗 3–2 · 瑞士下季升級世界組    |
| 2011.10.10–2011.10.16 | 上海大師賽                                         | 上海         | 1000賽       | 硬地         | 亞軍         | 600      | 0      | 缺席                                  |
| 2010.10.30–2011.11.06 | 大衛杜夫瑞士室內賽                                 | 巴塞爾       | 500賽        | 室內硬地     | 冠軍         | 500      | 500    | 冠军（胜於锦织圭）                    |
| 2011.11.07–2011.11.13 | 巴黎大師賽                                         | 巴黎         | 1000賽       | 室內硬地     | 四強         | 360      | 1000   | 冠军（胜於若-威爾弗里德·特松加）      |
| 2011.11.20–2011.11.27 | ATP世界巡回赛总决赛                                | 倫敦         | 总决赛       | 室內硬地     | 冠軍         | 1500     | 1500   | 冠军（胜於若-威爾弗里德·特松加）      |
| 全年所獲積分          | 全年所獲積分                                       | 全年所獲積分 | 全年所獲積分 | 全年所獲積分 | 全年所獲積分 | 9145     | 8170   | ▼ 975 分差                            |

### 雙打
| 日期                   | 賽事                                               | 地點         | 分類         | 場地         | 上季結果     | 上季積分 | 新積分 | 結果                                                    |
| ---------------------- | -------------------------------------------------- | ------------ | ------------ | ------------ | ------------ | -------- | ------ | ------------------------------------------------------- |
| 2011.03.07– 2011.03.20 | 印第安維爾斯大師賽                                 | 印第安維爾斯 | 1000賽       | 硬地         | 沒有參加     | -        | 600    | 決賽 (負於多爾戈波洛夫 / 馬利斯, 4–6, 7–6(7–5), [7–10]) |
| 2011.05.09– 2011.05.15 | 羅馬大師賽                                         | 羅馬         | 1000賽       | 泥地         | 八強         | 180      | -      | 沒有參加雙打                                            |
| 2011.06.06– 2011.06.12 | 哈雷公開賽                                         | 哈雷         | 250賽        | 草地         | 十六強       | 0        | -      | 退出                                                    |
| 2011.07.08– 2011.07.10 | 台維斯盃歐非組分組賽 I 組第二圈﹕ · 瑞士 對 葡萄牙 | 伯恩         | 台維斯盃     | 室內硬地     | -            | -        | -      | 瑞士 擊敗 葡萄牙 5–0 · 瑞士晉級附加賽                   |
| 2011.09.16– 2011.09.18 | 台維斯盃世界組附加賽﹕ · 瑞士 對                   | 悉尼         | 台維斯盃     | 草地         | 缺席         | -        | 0      | 瑞士 擊敗 3–2 · 瑞士下季升級世界組                      |
| 全年所獲積分           | 全年所獲積分                                       | 全年所獲積分 | 全年所獲積分 | 全年所獲積分 | 全年所獲積分 | 180      | 600    | ▲ 420 分差                                              |

## 年度紀錄

### 對戰總匯
費達拿在2011年賽季錄得64勝12負的戰績（勝率為84.21%）。以下為全年對戰總記錄﹕
- 若-威爾弗里德·特松加 6–2
- 斯坦·瓦林卡 4–0
- 胡安·摩納哥 3–0
- 馬林·契利奇 2–0
- 費利西亞諾·洛佩斯 2–0
- 克薩維埃·馬利斯 2–0
- 阿德里安·曼納里諾 2–0
- 吉爾·西蒙 2–0
- 里夏爾·加斯凱 2–1
- 伊戈爾·安德烈耶夫 1–0
- 詹姆斯·布雷克 1–0
- 胡安·伊格納西奧·切拉 1–0
- 马尔科·丘迪内利 1–0
- 尼古萊·達維登科 1–0
- 胡安·馬丁·德爾波特羅 1–0
- 山德夫·狄瓦曼 1–0
- 大衛·費拿 1–0
- 馬爾迪·菲什 1–0
- 聖地亞哥·希拉爾多 1–0
- 馬塞爾·格拉諾勒斯 1–0
- 瑞恩·哈里森 1–0
- 萊頓·休伊特 1–0
- 菲利普·科爾施賴伯 1–0
- 米哈伊爾·庫庫什金 1–0
- 盧卡斯·拉科 1–0
- 魯伊·馬查多 1–0
- 加埃爾·蒙菲斯 1–0
- 大衛·納爾班迪安 1–0
- 亞爾科·涅米寧 1–0
- 錦織圭 1–0
- 華塞克·波斯比希爾 1–0
- 托米·羅佈雷多 1–0
- 奧利維埃·羅庫斯 1–0
- 托馬斯·舒賀利爾（英语：Thomas Schoorel） 1–0
- 杜迪·塞拉 1–0
- 羅賓·索德靈 1–0
- 謝爾蓋·斯坦高夫斯基 1–0
- 波蒂托·斯塔拉切 1–0
- 拉德克·斯泰潘內克 1–0
- 安迪·羅迪克 1–0
- 馬克西姆·塔克薛拉 1–0
- 揚科·蒂普薩雷維奇 1–0
- 伯納德·托米奇 1–0
- 維克托·特羅伊茨基 1–0
- 米哈伊爾·尤茲尼 1–0
- 托馬什·貝爾迪赫 1–1
- 拉斐爾·拿度 1–3
- 諾華克·祖高域 1–4
- 于爾根·梅爾策 0–1

### 決賽

#### 單打﹕6 (4–2)
| 賽事系列                       |
| ------------------------------ |
| 大滿貫賽事 (0–1)               |
| 世界巡迴總決賽（年終賽） (1–0) |
| 世界巡迴大師賽 1000 (1–0)      |
| 世界巡迴賽 500 (1–1)           |
| 世界巡迴賽 250 (1–0)           |

| 依場地性質分類 |
| -------------- |
| 硬地 (4–1)     |
| 泥地 (0–1)     |

| 依室內外分類 |
| ------------ |
| 室外 (1–2)   |
| 室內 (3–0)   |

| 結果 | No. | 日期           | 賽事                          | 場地     | 決賽對手             | 決賽比分                |
| ---- | --- | -------------- | ----------------------------- | -------- | -------------------- | ----------------------- |
| 冠軍 | 67. | 2011年1月8日   | 卡達多哈公開賽 (3)            | 硬地     | 尼古萊·達維登科      | 6–3, 6–4                |
| 亞軍 | 29. | 2011年2月26日  | 阿聯酋杜拜Duty Free男子賽 (2) | 硬地     | 諾華克·祖高域        | 3–6, 3–6                |
| 亞軍 | 30. | 2011年6月5日   | 法國網球公開賽 (4)            | 泥地     | 拉斐爾·拿度          | 5–7, 6–7(3–7), 7–5, 1–6 |
| 冠軍 | 68. | 2011年11月6日  | 巴塞爾大衛杜夫瑞士室內賽 (5)  | 室內硬地 | 錦織圭               | 6–1, 6–3                |
| 冠軍 | 69. | 2011年11月13日 | 法國巴黎大師賽                | 室內硬地 | 若-威爾弗里德·特松加 | 6–1, 7–6(7–3)           |
| 冠軍 | 70. | 2011年11月27日 | 英國倫敦ATP年終賽 (6)         | 室內硬地 | 若-威爾弗里德·特松加 | 6–3, 6–7(6–8), 6–3      |

#### 雙打﹕1 (0–1)
| 賽事系列                  |
| ------------------------- |
| 世界巡迴大師賽 1000 (0–1) |

| 依場地性質分類 |
| -------------- |
| 硬地 (0–1)     |

| 依室內外分類 |
| ------------ |
| 室外 (0–1)   |

| 結果 | No. | 日期          | 賽事                   | 場地 | 拍擋        | 決賽對手                              | 決賽比分              |
| ---- | --- | ------------- | ---------------------- | ---- | ----------- | ------------------------------------- | --------------------- |
| 亞軍 | 5.  | 2011年3月19日 | 美國印第安維爾斯大師賽 | 硬地 | 斯坦·瓦林卡 | 亞歷山大·多爾戈波洛夫 克薩維埃·馬利斯 | 4–6, 7–6(7–5), [7–10] |

#### 熱身賽﹕1 (0–1)
| 結果 | No. | 日期         | 賽事                   | 場地 | 決賽對手    | 決賽比分           | 抽籤 |
| ---- | --- | ------------ | ---------------------- | ---- | ----------- | ------------------ | ---- |
| 亞軍 | 2.  | 2011年1月1日 | 阿布達比世界網球錦標賽 | 硬地 | 拉斐爾·拿度 | 6–7(4–7), 6–7(3–7) | 6    |

### 獎金
| 賽事                       | 獎金       | 年度累積獎金 |
| -------------------------- | ---------- | ------------ |
| 卡達公開賽                 | $177,000   | $177,000     |
| 澳洲網球公開賽             | A$420,000  |              |
| 杜拜網球錦標賽             | $181,500   |              |
| 印第安維爾斯大師賽（單打） | $149,450   |              |
| 印第安維爾斯大師賽（雙打） | $48,850    |              |
| 邁阿密大師賽               | $149,450   |              |
| 蒙地卡羅大師賽             | €53,500    |              |
| 馬德里大師賽               | €133,000   |              |
| 羅馬大師賽                 | €27,750    |              |
| 法國網球公開賽             | €600,000   |              |
| 溫布頓網球錦標賽           | £137,500   |              |
| 加拿大大師賽               | $31,280    |              |
| 辛辛那堤大師賽             | $62,240    |              |
| 美國網球公開賽             | $450,000   |              |
| 大衛杜夫瑞士室內賽         | €318,000   |              |
| 法國巴黎大師賽             | €454,000   | $4,739,576   |
| ATP年終賽                  | $1,630,000 | $6,369,576   |
|                            |            | $6,369,576   |

### 獲獎
- 艾特堡運動精神獎[22]（第七次獲獎）
- ATP最受歡迎球員獎（單打）[22]（連續九年獲獎）

## 參看
- 羅傑·費德勒
- 羅傑·費德勒生涯統計